# منگور
ایل مَنگور، از ایل‌های بزرگ عشایری ایران، جمعیتی حدود ۱۲٬۰۰۰ نفر دارد و در مناطق مهاباد، پیرانشهر و سردشت (آذربایجان غربی) زندگی می‌کند. 
منگور نام یکی از ایل‌های کرد مکریان است که مابین منطقه سردشت، پیرانشهر و مهاباد واقع در استان آذربایجان غربی زندگی می‌کنند. عشایر ایل منگور در روستاهای عشایری بین سردشت، پیرانشهر، مهاباد و پشدر و همچنین تا مرز عراق پراکنده شده‌اند و از تلفیق کشاورزی و دامداری، گذران زندگی می‌کنند. 
شیوه زندگی ایل ترکیبی از کشاورزی و دامداری است. قبلاً کوچ فصلی داشتند اما اکنون به‌دلیل شرایط منطقه‌ای، عمدتاً سکونت دائم در شهرها و دهستان‌ها مانند منگور غربی (تابعه پیرانشهر)، منگور شرقی (تابعه مهاباد) و بخش منگور سردشت دارند.  
ایل منگور شامل شش طایفه است: مروت، امان، زیرن، شمه، زین و خدر، که بیشتر در مهاباد و پیرانشهر ساکن هستند.  
مناطق ییلاقی این ایل ییلاق‌های سران، گده و هنگون در اطراف مهاباد و آلواتان و دشت وزنه در سردشت است که معمولاً از اواسط اردیبهشت به مدت چهار ماه منبع تغذیه دام‌های ایل را تشکیل می‌داد. اما هم‌اینک به دلیل وضع خاص منطقه کوچ صورت نمی‌گیرد. منطقه‌ای که منگورها در آن سکونت دارند را «مَنگورایَتی» می‌نامند.
جدا از شهرهای پیرانشهر و مهاباد که به ترتیب مرکز شهرستانهای پیرانشهر و مهاباد محسوب می‌شوند، اکثریت جمعیت این ایل در دو دهستان منگور غربی و منگور شرقی سکونت دارند و بخش منگور سردشت در ناحیه میرآباد قرار دارد. دهستان منگور غربی تابع پیرانشهر و دهستان منگور شرقی از توابع مهاباد می‌باشد.
ایل منگور از شش طایفه مروت، زین، امان، زرین، شم و خدر تشکیل شده‌اند که اکثریت با طایفه مروت در مهاباد می‌باشد و بقیه به‌طور پراکنده در مهاباد و پیرانشهر و ناحیه میرآباد و شهر ربط در سردشت سکونت دارند. بعد از انقلاب ۱۳۵۷، تعدادی از ایل منگور به بوکان مهاجرت کردند. بوکان در این دوره، مورد اقبال و توجه ساکنان و ایل‌های منطقه مانند منگور و گورک قرار گرفت و موجب افزایش جمعیت آنجا شد.
شاخه ساکن مهاباد این ایل در جنوب مهاباد به سر می‌برد که امروزه یکجانشین شده‌اند. منطقه ییلاق (تابستانی) آنان کده، لسیو و کاکن می‌باشد. گذران زندگی آنان از گله داری و کشت توتون، گندم، جو، چغندر و حبوبات است. ایشان مسلمان و پیرو مذهب شافعی هستند. در حال حاضر خوانین ایل منگور با جمعیتی نزدیک به پنج هزار نفر در نواحی مهاباد، پیرانشهر و بوکان و تا مرز عراق ساکن هستند.

## تاریخ
در گذشته در منطقهٔ مکریان سه ایل مامش، منگور و پیران بر سر زمین‌های کشاورزی دچار درگیری بسیار شدیدی می‌شوند. در این جنگ از اسب نژاد کرد و شمشیر و نیزه استفاده می‌شد. این جنگ که سرانجامش صلح بود.
- حدود سال ۱۸۸۰ قبیله مامش و منگور پیران با همکاری ایل هرکی به یاری شیخ عبیدالله نهری به قیام شیخ عبیدالله دست زدند.

حمزه آغا منگور در تحریک شیخ عبدالله برای راه‌اندازی قیام مذهبی علیه سلطنت ناصرالدین‌شاه نقش مهمی داشت. حمزه آغا منگور نه‌تنها پشتوانه اصلی حمایت مالی و معنوی شورش بود، بلکه با تدارک مقدمات، شیخ را به مقاومت علیه حکومت مرکزی تشویق کرد. بدون نقش فعال و سازمان‌دهی‌شده‌ی حمزه آغا، این شورش شکل نمی‌گرفت و تاثیر مهمی در چالش‌های مذهبی-سیاسی دوران ناصرالدین‌شاه داشت. 
پیشوای مذهبی ایل، ملا خلیل منگور، در دوره رضاشاه، یکی از سیاست‌های متحدالشکل‌سازی پوشش را مذهبی دانست و علیه آن قیام کرد.  
افراد این ایل از زمان پیروزی انقلاب ۵۷ و در جریان جنگ ایران و عراق، در نبردها علیه مهاجمان به خاک ایران، ۳۲۲ کشته و ۵۰ جانباز داده‌اند.
ایل منگور نقش مهمی در حفاظت از امنیت مناطق مرزی شمال غرب ایران دارد و با نیروهای نظامی و انتظامی، به‌ویژه در مقابله با گروه‌های کومله و دموکرات، همکاری می‌کند.

## نگارخانه

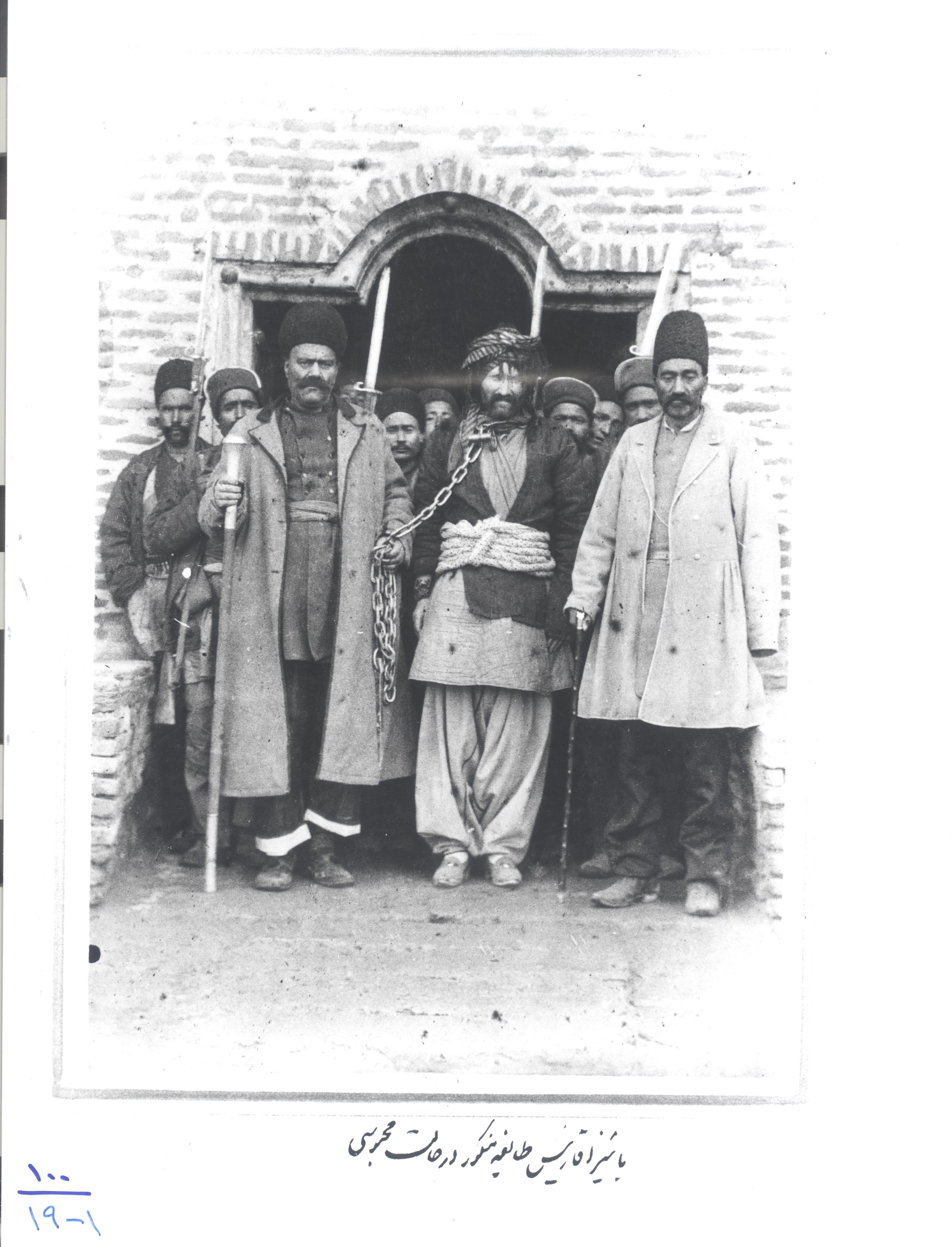
باپیر آقا رئیس طایفه منگور در حالت محبوسی
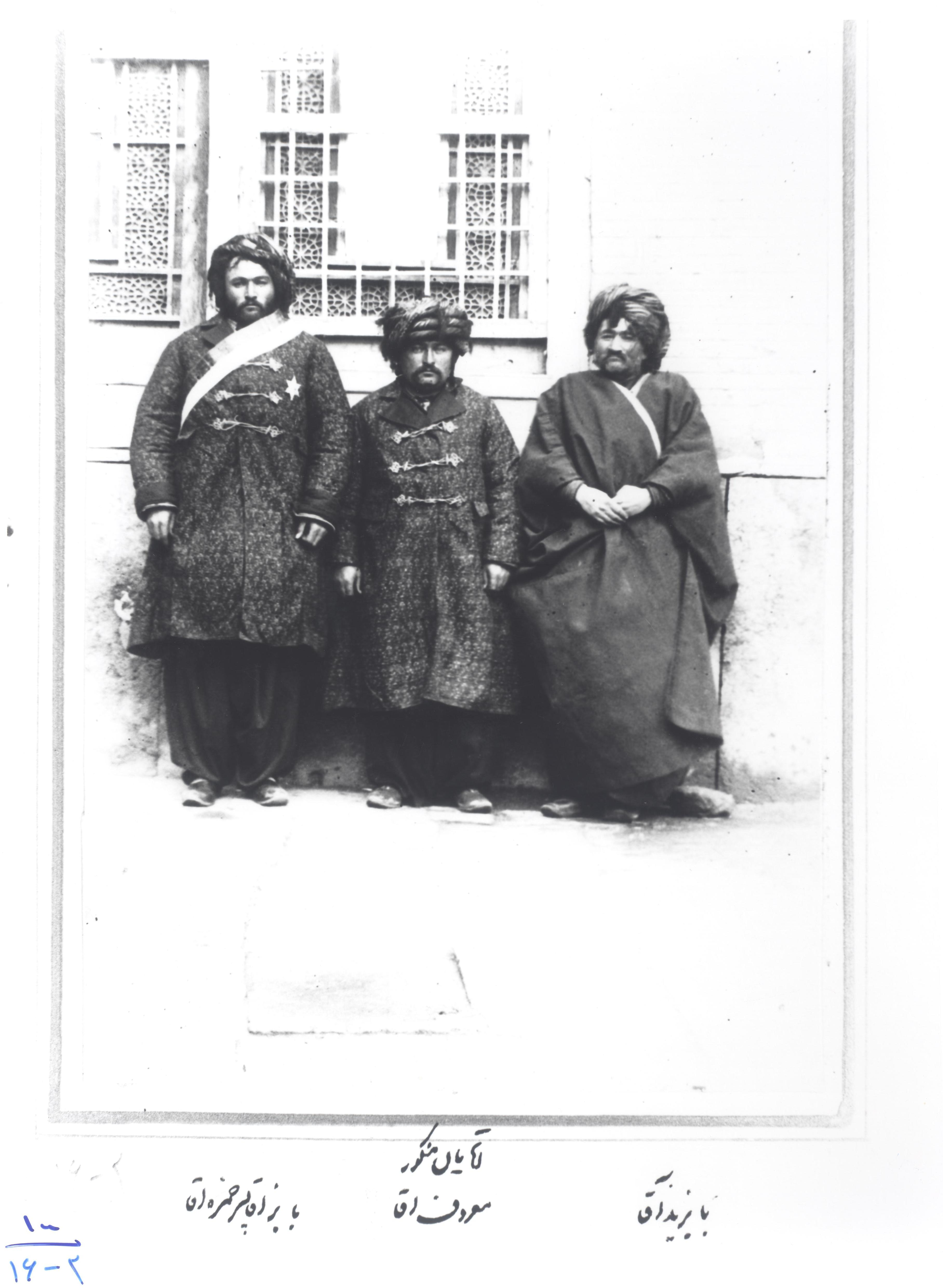
آقایان منگور : بایزیدآقا - معروف آقا - ... آقا پسر حمزه آقا
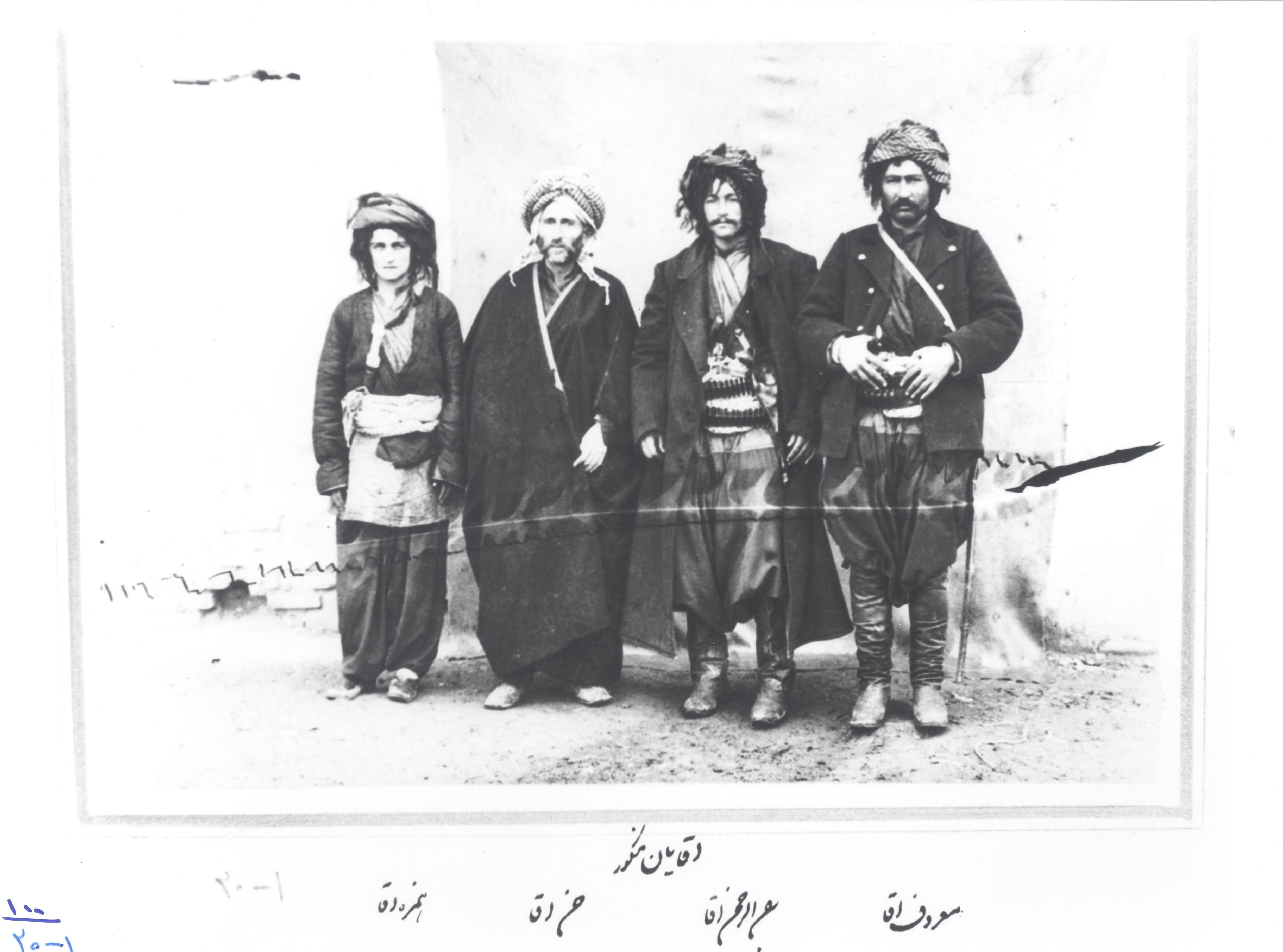
آقایان منگور: معروف آقا - عبدالرحمن آقا - حسن آقا - همزه آقا
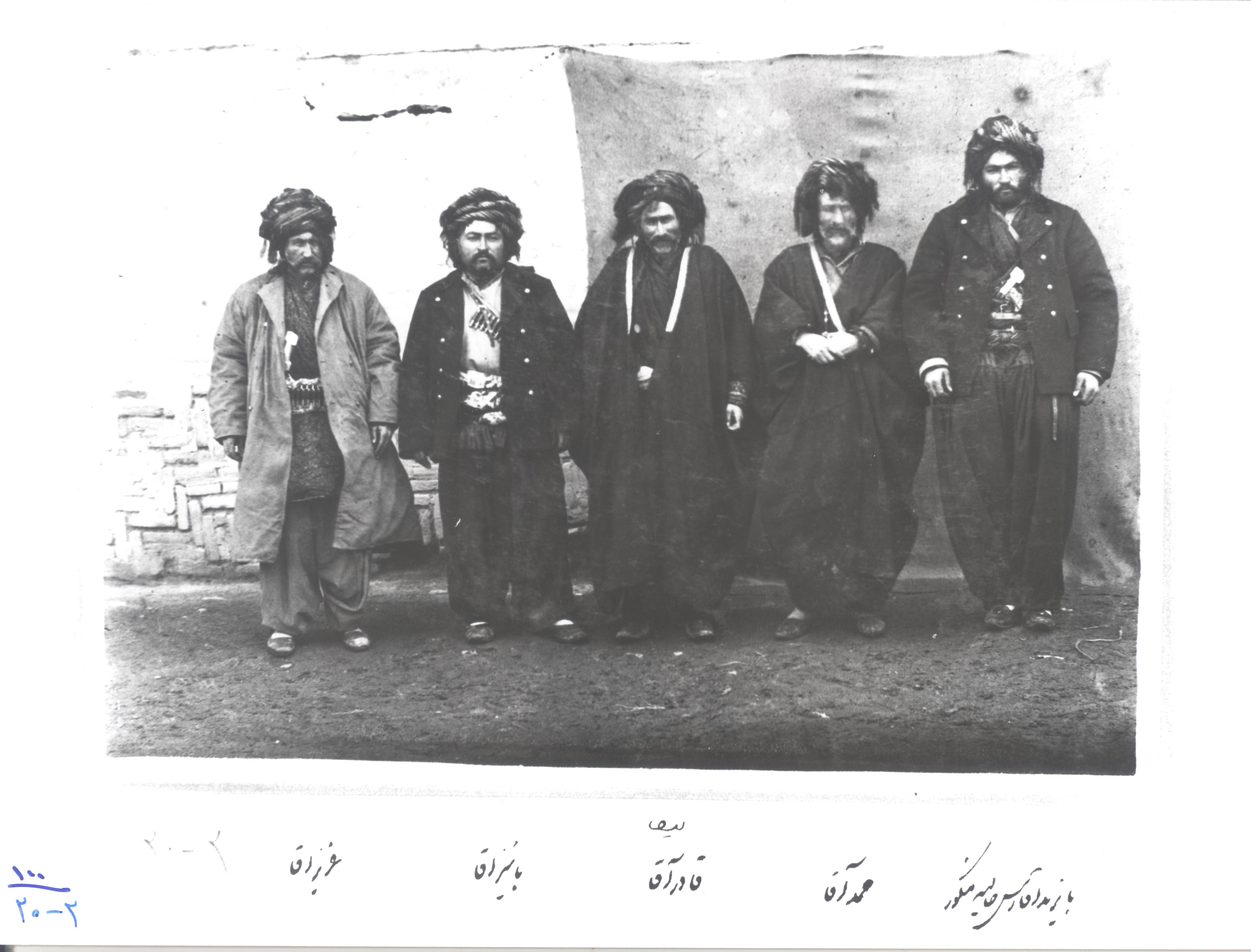
بایزید آقا رئیس حالیه منگور - صمدآقا - قادرآقا - باپیرآقا - عزیزآقا
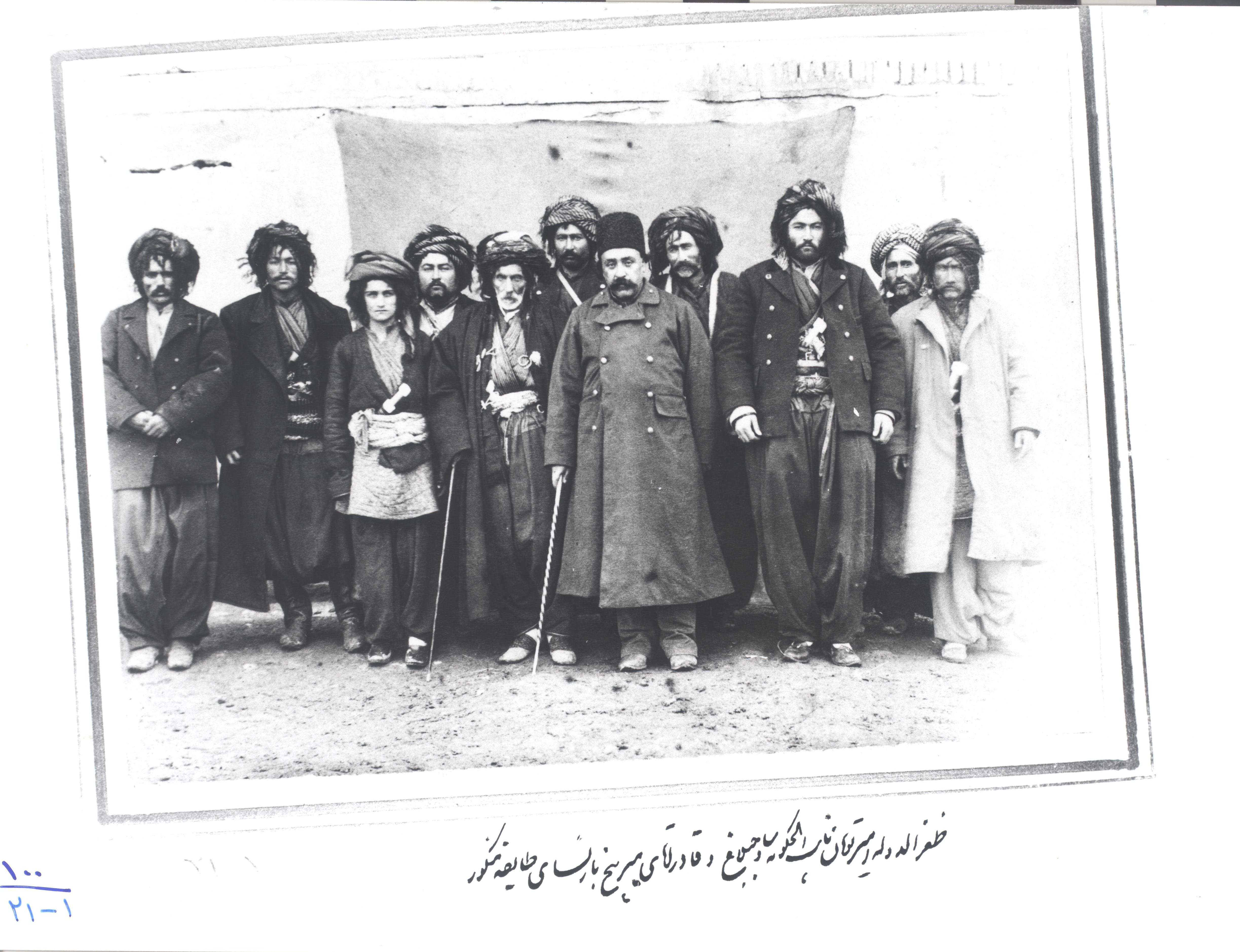
ظفرالدوله امیرتومان نایب‌الحکومه ساوجبلاغ و قادرآقای میرپنج با رئسای طایفه منگور